# Комбіновані оральні контрацептиви
Комбіновані оральні контрацептиви (КОК) — група гормональних контрацептивів для жінок, що містять естроген і прогестаген, які є штучними аналогами природних статевих жіночих гормонів.

## Механізм дії
- Пригнічують овуляцію[1][2][3][4][5];
- Згущують цервікальний слиз, перешкоджаючи проникненню сперматозоїдів;
- Змінюють ендометрій, зменшуючи імовірність імплантації зиготи;
- Впливають на рухливість сперматозоїдів у верхньому статевому тракті (фаллопієвих трубах).

## Переваги

### Контрацептивні
- висока ефективність контрацепції за умови правильного застосування (0,3 вагітності на 100 жінок протягом першого року використання);
- негайний контрацептивний ефект;
- не вимагається проведення спеціального гінекологічного огляду перед початком використання за умови, що після останнього огляду лікарем-гінекологом минуло не більше 1 року;
- метод не пов'язаний зі статевим актом безпосередньо;
- за використання сучасних низькодозованих комбінацій небажані побічні ефекти — рідкісні та нетривалі;
- пацієнтка будь-коли може самостійно припинити застосування методу;
- у разі відсутності протипоказань термін використання низькодозованих КОК необмежений;
- немає необхідності робити перерви у прийомі;
- можуть використовувати як жінки, які народжували, так і жінки, які не народжували дітей[6].

### Неконтрацептивні
- сприяють зменшенню менструації (менструації стають коротшими та менш об'ємними);
- ефективні при лікуванні дисменореї;
- позитивно впливають на анемію: можуть запобігати її виникненню або зменшувати тяжкість її перебігу;
- сприяють встановленню регулярного менструального циклу;
- мають позитивний вплив під час гіперандрогенних станів;
- зменшують тяжкість передменструальних симптомів;
- мають позитивний ефект за наявності синдрому хронічних тазових болів та деяких форм ендометріозу;
- знижують ризик розвитку раку яєчників та ендометрію;
- знижують ризик розвитку доброякісних пухлин молочної залози та кіст яєчників;
- запобігають ектопічній вагітності;
- знижують ризик розвитку деяких запальних захворювань органів малого тазу[6].

## Взаємодія з іншими препаратами
Деякі препарати впливають на ефективність КОК. До таких препаратів відносять рифампіцин чи рифабутин, фенітоїн, карбамазепін, барбітурати, примідон, топірамат, окскарбазепін та деякі антиретровірусні препарати. Антибіотики широкого спектру дії не взаємодіють з КОК і не впливають на їх ефективність.

## Недоліки
● кожна пропущена таблетка підвищує ризик настання вагітності;
● ефективність методу знижується при прийомі деяких ліків;
● здатність завагітніти може відновитися не відразу (можливо, через 2-3 міс після відміни препарату). Однак слід пам’ятати, що відновлення фертильності можливе з першого ж циклу після припинення прийому КОК;
● не захищають від захворювань, що передаються статевим шляхом, в тому числі ВІЛ-СНІДу;
● аменорея (після тривалого прийому КОК (> 5 років) циклічне функціонування гіпоталамо-гіпофізарно-яєчниково-маткової системи може самостійно не відновитись);
● міжменструальні кровотечі чи кров'янисті виділення (зазвичай, пов’язані з низькою дозою естрогенного компонента);
● депресія (зміна настрою або втрата сексуального потягу, зумовлена прогестиновим компонентом);
● головний біль (можливо, в поєднанні з порушенням зору та мови, пов’язаний з естрогенним ефектом КОК, що є додатковим ризиком виникнення інсульту);
● болючість молочних залоз;
● збільшення маси тіла;
● спостерігаються (хоча й зрідка) серйозні побічні ефекти – стимулююча дія гормонів на міокард зумовлює підвищення рівня реніну, альдостерону та ангіотензину, що може призвести до затримки натрію і води в організмі (набрякового і гіпертензивного синдромів). Активація системи прокоагулянтів (естрогенна дія КОК) підвищує ризик виникнення інфаркту міокарда, інсульту, венозного тромбозу. Саме тому при призначенні КОК необхідна кваліфікована консультація лікаря;
● можуть прискорити захворювання жовчних протоків у жінок із доклінічними формами, хоча прямої дії на жовчний міхур не спостерігається;
● підвищують ризик виникнення доброякісних пухлин печінки та гепатиту;
● незначне збільшення глюкоземії, що має тимчасовий ефект;
● естрогенний компонент КОК зумовлює дефіцит вітамінів В2, В6, В12, С, фолієвої кислоти за рахунок зниження їхньої абсорбції у кишечнику; також відмічено порушення у мозку метаболізму триптофану, серотоніну, норадреналіну. 

### Стани, які можуть вимагати зміни методу
Такі стани можуть бути пов'язані з використанням методу, але можуть і не мати до нього жодного відношення.
- Вагінальні кровотечі неясної етіології (підозра на захворювання, що не мають відношення до прийому КОК), значні або затяжні кровотечі;
- Лікування протисудомними або протитуберкульозними препаратами;
- Мігренозний головний біль;
- Обставини, при яких жінка позбавляється здатності до самостійного пересування на один і більше тижнів (якщо жінка перенесла серйозне оперативне втручання або її нога знаходиться у гіпсі, чи існують інші причини, через які жінка позбавляється здатності пересуватися протягом кількох тижнів, їй слід повідомити лікаря, що вона використовує КОК[6].

### Стани, що потребують термінового звернення до лікаря
- Сильний біль у грудях або задишка.
- Сильні головні болі або помутніння зору, які почалися або посилилися після початку прийому комбінованих оральних контрацептивів.
- Сильні болі у нижніх кінцівках.
- Повна відсутність будь-яких кровотеч або виділень під час тижня без таблеток (упаковка з 21 таблетки) чи під час використання 7 неактивних таблеток (із 28-денної упаковки), що може бути ознакою вагітності[8].

## Протипоказання
КОК не можна використовувати жінкам:
- вагітні жінки (встановлена чи підозрювана вагітність);
- жінки, які годують грудьми (до 6 місяців після пологів);
- жінки з вагінальною кровотечею, причина якої нез'ясована (до встановлення причини);
- жінки з тяжкими захворюванням печінки або жовтяницею, захворюваннями жовчного міхура;
- жінки, які мають доброякісну чи злоякісну пухлину печінки у даний час або в анамнезі;
- жінки з порушеннями кровообігу на даний час або в анамнезі, особливо якщо вони пов'язані з тромбозом (тромбоз глибоких вен, легенева тромбоемболія, ішемічна хвороба серця, інсульт тощо);
- жінки з систолічним тиском понад 140 мм.рт.ст. та діастолічним — понад 90 мм.рт.ст.;
- жінки з системним червоним вовчаком за наявності антифосфоліпідних антитіл чи неможливості їх визначення;
- жінки, які мають порушення згортання крові, ускладнення перебігу цукрового діабету в анамнезі;
- жінки, які мають рак молочної залози у даний час або в минулому;
- жінки з мігренями та вогнищевими неврологічними симптомами;
- жінки, які не можуть пам'ятати про щоденне використання таблеток;
- жінки віком понад 35 років, які палять[8].